# Parafia Najświętszej Maryi Panny w South Brisbane
Parafia Najświętszej Maryi Panny w South Brisbane – parafia rzymskokatolicka, należąca do archidiecezji Brisbane.